# Potrlica
Potrlica este un sat din comuna Pljevlja, Muntenegru. Conform datelor de la recensământul din 2003, localitatea are 27 de locuitori (la recensământul din 1991 erau 81 de locuitori).

## Demografie
În satul Potrlica locuiesc 23 de persoane adulte, iar vârsta medie a populației este de 41,3 de ani (37,6 la bărbați și 45,9 la femei). În localitate sunt 9 gospodării, iar numărul mediu de membri în gospodărie este de 3,00.
Populația localității este foarte eterogenă.
|  |

| Demografie | Demografie | Demografie |
| An         | Locuitori  | Locuitori  |
| ---------- | ---------- | ---------- |
|            |            |            |
|            |            |            |
|            |            |            |
|            |            |            |
| 1948       | 115        |            |
| 1953       | 146        |            |
| 1961       | 178        |            |
| 1971       | 159        |            |
| 1981       | 201        |            |
| 1991       | 81         | 81         |
| 2003       | 27         | 27         |

| \| Componența etnică conform recensământului din 2003[2] \| Componența etnică conform recensământului din 2003[2] \| Componența etnică conform recensământului din 2003[2] \| Componența etnică conform recensământului din 2003[2] \| Componența etnică conform recensământului din 2003[2] \| \| ----------------------------------------------------- \| ----------------------------------------------------- \| ----------------------------------------------------- \| ----------------------------------------------------- \| ----------------------------------------------------- \| \| \| \| \| \| \| \| Muntenegreni \| Muntenegreni \| \| 12 \| 44,44% \| \| Bosniaci \| Bosniaci \| \| 7 \| 25,92% \| \| Sârbi \| Sârbi \| \| 3 \| 11,11% \| \| necunoscută \| necunoscută \| \| 0 \| 0% \| |              |  |    |        |
| Componența etnică conform recensământului din 2003 |              |  |    |        |
| |              |  |    |        |
| Muntenegreni | Muntenegreni |  | 12 | 44,44% |
| Bosniaci | Bosniaci     |  | 7  | 25,92% |
| Sârbi | Sârbi        |  | 3  | 11,11% |
| necunoscută | necunoscută  |  | 0  | 0%     |